# Belgische wetgevende verkiezingen 1878
Gedeeltelijke wetgevende verkiezingen vonden plaats in België op dinsdag 11 juni 1878, met een tweede ronde op 18 juni.
De verkiezingen waren een grote overwinning voor de liberalen, geholpen door de wet-Maou van 9 juli 1877. De katholieke regering-Malou I trad af en in de plaats kwam er een liberale regering-Frère-Orban II, die al snel een schoolstrijd ontketende. Bij de verkiezingen van 1884 zouden de katholieken weer een meerderheid behalen.

## Te verkiezen mandaten
Het aantal zetels in de Kamer en Senaat werd aangepast aan de bevolkingsgroei (na de volkstelling van 31 december 1876).
Te verkiezen mandaten:
- 66 van de 132 volksvertegenwoordigers werden regulier herverkozen, namelijk die in de provincies Henegouwen, Limburg, Luik en Oost-Vlaanderen. Deze reeks steeg van 61 naar 66 zetels: 1 in Gent, 2 in Charleroi, 1 in Borgworm en 1 in Verviers waren nieuw.
- 33 van de 66 senatoren werden regulier verkozen, meer bepaald in de provincies Antwerpen, Brabant, West-Vlaanderen, Namen, en Luxemburg. Deze reeks steeg van 32 naar 33: 1 in Antwerpen was nieuw.
- Door de aanpassing vonden ook verkiezingen plaats voor leden in de reeks provincies die niet regulier te herverkiezen waren:
  - telkens één volksvertegenwoordiger in de arrondissementen Antwerpen, Brussel en Kortrijk (3 in totaal).
  - telkens één senator in Gent, Zinnik en Verviers (3 in totaal).
- Er vond een buitengewone verkiezing plaats voor senator in Aalst na de dood van senator Théophile van de Woestyne en in Oudenaarde ter opvolging van Théodule Rodriguez d'Evora y Vega.

## Kiessysteem
Dit waren de eerste verkiezingen sinds de nieuwe wet-Maou van 9 juli 1877 die onder meer een geheime stemming verzekerde met een vooraf gedrukt stembiljet. Een tweede stemronde vindt niet meer dezelfde dag plaats, maar een week later.
Er waren in Oost-Vlaanderen 56 personen die verkiesbaar waren voor de Senaat.

## Zetelverdeling
In de Senaat kwamen er 4 zetels bij (van 62 naar 66).
In de Kamer kwamen er 8 zetels bij (van 124 naar 132). De zetelverdeling in de Kamer van volksvertegenwoordigers zag er als volgt uit, met de veranderingen ten opzichte van de vorige verkiezing:
| Provincie       | Arrondissement | Zetels | Verschil |
| --------------- | -------------- | ------ | -------- |
| Antwerpen       | Antwerpen      | 7      | +1       |
| Antwerpen       | Mechelen       | 3      | –        |
| Antwerpen       | Turnhout       | 3      | –        |
| Limburg         | Hasselt        | 2      | –        |
| Limburg         | Maaseik        | 1      | –        |
| Limburg         | Tongeren       | 2      | –        |
| Oost-Vlaanderen | Aalst          | 3      | –        |
| Oost-Vlaanderen | Oudenaarde     | 3      | –        |
| Oost-Vlaanderen | Gent           | 8      | +1       |
| Oost-Vlaanderen | Eeklo          | 1      | –        |
| Oost-Vlaanderen | Dendermonde    | 3      | –        |
| Oost-Vlaanderen | Sint-Niklaas   | 3      | –        |
| West-Vlaanderen | Brugge         | 3      | –        |
| West-Vlaanderen | Roeselare      | 2      | –        |
| West-Vlaanderen | Tielt          | 2      | –        |
| West-Vlaanderen | Kortrijk       | 4      | +1       |
| West-Vlaanderen | Ieper          | 3      | –        |
| West-Vlaanderen | Veurne         | 1      | –        |
| West-Vlaanderen | Diksmuide      | 1      | –        |
| West-Vlaanderen | Oostende       | 1      | –        |
| Brabant         | Leuven         | 5      | –        |
| Brabant         | Brussel        | 14     | +1       |
| Brabant         | Nijvel         | 4      | –        |
| Henegouwen      | Doornik        | 4      | –        |
| Henegouwen      | Aat            | 2      | –        |
| Henegouwen      | Charleroi      | 7      | +2       |
| Henegouwen      | Thuin          | 3      | –        |
| Henegouwen      | Bergen         | 5      | –        |
| Henegouwen      | Zinnik         | 3      | –        |
| Luik            | Hoei           | 2      | –        |
| Luik            | Borgworm       | 2      | +1       |
| Luik            | Luik           | 8      | –        |
| Luik            | Verviers       | 4      | +1       |
| Luxemburg       | Aarlen         | 1      | –        |
| Luxemburg       | Marche         | 1      | –        |
| Luxemburg       | Bastenaken     | 1      | –        |
| Luxemburg       | Neufchâteau    | 1      | –        |
| Luxemburg       | Virton         | 1      | –        |
| Namen           | Namen          | 4      | –        |
| Namen           | Dinant         | 2      | –        |
| Namen           | Philippeville  | 2      | –        |
|                 |                | 132    | +8       |

## Uitslagen
In de Senaat werden 39 (33+3+2) senatoren verkozen: 20 katholieken en 19 liberalen.
In de Kamer werden 69 (66+3) volksvertegenwoordigers verkozen: 19 katholieken en 49 liberalen.
Stemmenaantal per provincie:
| Arrondissement  | Stemmers | Liberalen | Liberalen | Katholieken | Katholieken |
| --------------- | -------- | --------- | --------- | ----------- | ----------- |
| Antwerpen       | 12878    | 5709      | 44%       | 7883        | 61%         |
| Brabant         | 19059    | 10795     | 57%       | 7990        | 42%         |
| West-Vlaanderen | 11975    | 4370      | 36%       | 7292        | 61%         |
| Oost-Vlaanderen | 15522    | 5579      | 36%       | 9533        | 61%         |
| Henegouwen      | 12829    | 8898      | 69%       | 3748        | 29%         |
| Luik            | 8065     | 4877      | 60%       | 2846        | 35%         |
| Limburg         | 2136     | /         | /         | 1973        | 92%         |
| Luxemburg       | 2268     | 432       | 19%       | 1385        | 61%         |
| Namen           | 2494     | 343       | 14%       | 1675        | 67%         |
| Totaal          | 87226    | 41003     | 47%       | 44325       | 51%         |

### Brugge
2972 stemmen: liberaal Jules Boyaval (1472 stemmen), katholiek Léon van Ockerhout (1471 stemmen).
Liberaal Jules Boyaval werd met een meerderheid van slechts één stem verkozen tot senator voor het arrondissement Brugge.

### Ieper
Van de 2326 ingeschreven kiezers kwamen 2147 opdagen (92%).
Katholiek Arthur Surmont de Volsberghe werd gekozen als senator en versloeg liberaal Auguste Hynderick.

### Gent
8 volksvertegenwoordigers te verkiezen: de liberalen versloegen de zittende katholieken.
| Liberalen                         |      | Katholieken                 |      |
| --------------------------------- | ---- | --------------------------- | ---- |
| Charles de Kerchove de Denterghem | 4386 | Alexandre Cruyt             | 3798 |
| François d'Elhoungne              | 4368 | Josse Delehaye              | 3809 |
| Auguste Lippens                   | 4371 | Léon de Moerman d'Harlebeke | 3792 |
| Jules de Hemptinne                | 4382 | De Smet-De Lange            | 3798 |
| Jules Devigne                     | 4332 | Louis Drubbel               | 3787 |
| Gustave Rolin Jaequemyns          | 4363 | Philippe Kervyn             | 3787 |
| Constant Verhaeghe de Naeyer      | 4377 | Paul de Smet de Naeyer      | 3794 |
| Edmond Willequet                  | 4312 | Storme-Brasseur             | 3767 |

### Borgworm
2 volksvertegenwoordigers te verkiezen:
| Liberalen            |     | Katholieken          |     |
| -------------------- | --- | -------------------- | --- |
| Emile De Lexhy       | 561 | Ancion-Jamar         | 521 |
| Pierre Jules Lejeune | 527 | graaf de Looz (zoon) | 519 |

Bij ballotage werd Lejeune verkozen.

## Verkozenen
- Kamer van volksvertegenwoordigers (samenstelling 1878-1882)
- Samenstelling Belgische Senaat 1878-1882